# Kanton Rians
Der Kanton Rians war bis 2015 ein französischer Wahlkreis im Arrondissement Brignoles, im Département Var und in der Region Provence-Alpes-Côte d’Azur; sein Hauptort war Rians. Vertreter im Generalrat des Départements war zuletzt von 1999 bis 2015 Guy Lombard (PS).
Der Kanton lag im Mittel auf 457 Meter Höhe. Der tiefste Punkt lag mit 254 m in Vinon-sur-Verdon, der höchste mit 692 m in La Verdière.

## Gemeinden
Der Kanton bestand aus sechs Gemeinden:
| Gemeinde         | Einwohner Jahr | Fläche km² | Bevölkerungsdichte | Code INSEE | Postleitzahl |
| ---------------- | -------------- | ---------- | ------------------ | ---------- | ------------ |
| Artigues         | 228 (2013)     | 31,85      | 7 Einw./km²        | 83006      | 83560        |
| Ginasservis      | 1.562 (2013)   | 37,47      | 42 Einw./km²       | 83066      | 83560        |
| Rians            | 4.313 (2013)   | 96,87      | 45 Einw./km²       | 83104      | 83560        |
| Saint-Julien     | 2.284 (2013)   | 75,88      | 30 Einw./km²       | 83113      | 83560        |
| La Verdière      | 1.667 (2013)   | 68,16      | 24 Einw./km²       | 83146      | 83560        |
| Vinon-sur-Verdon | 4.198 (2013)   | 36         | 116 Einw./km²      | 83150      | 83560        |